# Tina Welter
Tina Welter (* 30. Januar 1993 in Niederkorn, Luxemburg) ist eine luxemburgische Handballspielerin. Sie ist Rekordnationalspielerin und Kapitänin der luxemburgischen Nationalmannschaft. Dort wird sie als linke Rückraumspielerin eingesetzt, während sie in ihren Vereinen zumeist auf der Links- aber auch auf der Rechtsaußen-Position eingesetzt wurde und wird. Seit der Saison 2021/22 spielt sie beim luxemburgischen Erstligisten HB Käerjeng.

## Vereinskarriere
Welter begann 1997 beim HC Bascharage mit dem Handballspielen und durchlief alle Jugendmannschaften. Sie spielte mit dem Verein 2008/09 im EHF-Pokal. Nach jener Saison verlegte der Verein seinen Sitz endgültig nach Deutschland (als Roude Léiw Bascharage aus Trier) und wurde in die Oberliga Rheinland-Pfalz/Saar eingruppiert, wo der luxemburgische Vorgänger zuvor bereits seit drei Jahren mit einer nicht-aufstiegsberechtigten Mannschaft spielte. Somit entfiel jedoch die Chance weiterhin im Europapokal zu spielen. In der ersten Saison wurde sogleich der Aufstieg in die 3. Liga geschafft. Und ein Jahr später konnte Welter mit dem Verein auch in dieser Liga die Meisterschaft feiern. Auf den Aufstieg wurde jedoch verzichtet.
Nach 16 Jahren in Niederkerschen (Bascharage) wechselte sie 2013 zum TV Nellingen, wo sie zunächst in der zweiten Mannschaft spielte. Später debütierte sie für den Verein jedoch in der 2. Bundesliga. In dieser Liga verblieb sie bis 2019 (drei Jahre bei DJK/MJC Trier und ein Jahr beim VfL Waiblingen). Im September 2019 folgte Welter dann einem Angebot des Bundesligisten Frisch Auf Göppingen, der Ersatz für seine verletzte Linksaußen Iris Guberinić suchte. Mit dem Team stieg sie am Ende der Spielzeit 2020/2021 aus der Bundesliga ab. Zur Spielzeit 2021/22 kehrte Welter zu ihrem Stammverein HB Käerjeng zurück und gewann in ihrer ersten Spielzeit sowohl die Meisterschaft als auch den Pokal.

## Nationalmannschaft
Die luxemburgische Frauen-Nationalmannschaft besteht erst seit Anfang 2017. Welter ist seitdem Kapitänin des Teams und bestritt alle elf offiziellen Länderspiele. Somit ist sie – gemeinsam mit Jennifer Zuk – aktuell auch Rekordnationalspielerin des Landes. Bislang erzählte sie 97 Länderspiel-Tore und ist damit auch Rekord-Torschützin. Weiterhin nahm sie mit der Mannschaft an der Qualifikation für die Europameisterschaft 2020 teil.

## Erfolge
- Meister der 3. Liga West 2011
- Oberliga-Meister 2010 und Aufstieg in die 3. Liga[4]
- Meister in Luxemburg mit Handball Käerjeng 2022 und 2023
- Pokalsieger in Luxemburg mit Handball Käerjeng 2022

## Trainerin
Im August 2021 schloss sie in der Sportschule Hennef die B-/C-Trainer-Kurzausbildung des Deutschen Handballbundes für ehemalige und aktuelle Profis ab.

## Privates
Die gelernte Krankenpflegerin ist durch ihren 2018 erlangten Status als Sportsoldatin von Beruf Handballspielerin. Des Weiteren hat sie einen Abschluss als Athletik-Trainerin erlangt. Welter war mit der Handballtrainerin Katrin Schneider verheiratet.